# ATP World Tour Finals 2018
La ATP World Tour Finals Londres 2018 fue la 49.ª edición de la ATP World Tour Finals, que se celebró en Londres (Reino Unido) entre el 11 y el 18 de noviembre de 2018.
El ATP World Tour Finals (también conocido como el Nitto ATP World Tour Finals por razones de patrocinio) es un torneo profesional de tenis, jugado en canchas duras bajo techo, y celebrado cada año en noviembre en el O2 Arena de Londres. Las Finales ATP World Tour son los campeonatos que terminan la temporada de la Asociación de Tenistas Profesionales (ATP), con los ocho mejores jugadores de individuales y equipos de dobles de la ATP Rankings.
A diferencia de la mayoría de los otros eventos en el circuito masculino, el ATP World Tour Finals no es un simple torneo de eliminación directa. Ocho jugadores se dividen en dos grupos de cuatro, y juegan todos contra todos. A partir de ahí, los dos jugadores con los mejores registros en cada grupo avanza a las semifinales, con la reunión de los ganadores en la final para determinar el campeón. Los ganadores se otorgan hasta 1500 puntos para el ranking.

## Torneo
El ATP World Tour Finals 2018 se llevó a cabo desde noviembre en el O2 Arena en Londres, Reino Unido. Es la 49.ª edición del torneo (44.ª en dobles). Es dirigido por la Asociación de Tenistas Profesionales (ATP) y es parte del ATP World Tour 2018. El evento se llevará a cabo en canchas duras sobre techo. Sirve como el campeonato de fin de año para los jugadores en la ATP Tour.
Los ocho jugadores que clasifiquen al evento serán divididos en dos grupos de 4 jugadores. Durante este lapso, los jugadores competirán en un formato de  round-robin (los jugadores jugarán todos contra todos en sus respectivos grupos).
Los dos jugadores con mejores resultados en cada grupo, avanzará a las semifinales, donde los ganadores de cada grupo se verán las caras con las segundas de cada grupo. Esta etapa, es una ronda de eliminación directa. La competición de dobles usa el mismo formato.

### Formato
El ATP World Tour Finals tiene un round-robin, con ocho jugadores/equipos divididos en dos grupos de cuatro. Los ocho cabeza de series están determinados por el ranking de la ATP y el ranking de equipos en dobles de la ATP el lunes después del último torneo del ATP World Tour del año. Todos los partidos en individuales son al mejor de tres sets con tie-break en cada set, incluida la final. Todos los partidos de dobles son a dos sets y un super tie-break.

## Puntos y premios en efectivo
| Escenario                           | Individuales    | Dobles1       | Puntos   |
| ----------------------------------- | --------------- | ------------- | -------- |
| Campeón                             | RR + $1,455,000 | RR + $226,000 | RR + 900 |
| Finalista                           | RR + $475,000   | RR + $76,000  | RR + 400 |
| Victoria por partido en round robin | $155,000        | $30,000       | 200      |
| Pago por participación              | $155,000        | $76,000       | —        |
| Suplentes                           | $85,000         | $30,000       | —        |

- RR es puntos o premios en efectivo ganados en el round robin.
- 1 Premios en efectivos en dobles es por equipo.

## Clasificación
Los ocho mejores jugadores (o equipos) con la mayor cantidad de puntos acumulados en Grand Slam y ATP World Tour durante todo el año calificarán al ATP World Tour Finals 2018. Los puntos contables, incluyen a los ingresados durante todo el calendario tenístico 2018 y los últimos torneos Challengers del año pasado, posteriores al ATP World Tour Finals 2017.
Para clasificar, un jugador que acabe la temporada pasada en el top 30 debe de competir obligatoriamente en los cuatro torneos de Grand Slam y en los ocho torneos ATP World Tour Masters 1000 a excepción de Montecarlo que no es obligatoria su presentación durante la temporada 2015. También se pueden contabilizar sus seis mejores resultados en torneos ATP World Tour 500, ATP World Tour 250 y otros eventos (Challengers, Futures, Juegos Olímpicos) dependiendo de su ranking. Para contar esos mejores seis resultados, los jugadores deben tener que participar en torneos ATP World Tour 500 – cuatro por año (al menos uno después del US Open).
Adicionalmente, los jugadores ya no se comprometerán a inscribirse en los eventos 500 con 12 semanas de anticipación, sino que lo podrán hacer con 6 semanas de anticipación. Si un jugador decide jugar en un Grand Slam o ATP World Tour Masters 1000, este debe de contabilizar los puntos obtenidos, incluso sí sumó "cero puntos" porque se perdió el evento. Sí un jugador no juega suficientes torneos ATP 500 y no tiene una aparición en un ATP 250 o en un Challenger con un mejor resultado. Sí un jugador no juega suficientes ATP 250 o torneos Challenger, el World Team Championship es contabilizado en lugar de los ATP 250 (si el jugador archivó mejores resultados en los torneos mencionados anteriormente). Sí un jugadorno se puede presentar en todas las categorías requeridas (por una lesión), todos los resultados de los ATP 250 o Challenger son incluidos en los 18 torneos sumatorios para el Finals. En parejas, los puntos de los Challenger están excluidos.
El ATP World Tour Finals 2018 cuenta como un 19.º torneo adicional, que brinda puntos y podría variar el ranking de los ocho clasificados al final de temporada.
Sí un jugador (o equipo) gana uno de los cuatro torneos Grand Slams durante el año, pero finaliza fuera de los ocho primeros en el ranking de fin de año (y fuera del top 20), estarán clasificados en lugar del jugador (o equipo) ranqueado octavo. Si dos jugadores (o equipos) están en esta situación, el ranqueado más bajo de los dos se le dará la posición como el primer suplente por encima del octavo clasificado.

## Carrera al campeonato

### Individuales
- Ranking actualizado al 5 de noviembre del 2018.
- Aquellos jugadores en oro están clasificados.
- Marcados en negrita los jugadores con posibilidades de clasificarse.
- Aquellos jugadores en marrón han renunciado a jugar este torneo.

| AUS           | FRA                   | WIM     | USO     | IW      | MI      | MO      | MA      | RO     | CA     | CI     | SH      | PA     | 1      | 2      | 3     | 4      | 5      | 6      |        |        |      |    |
| 1             | Novak Djokovic        | R16 180 | CF 360  | G 2000  | G 2000  | R64 10  | R64 10  | R16 90 | R32 45 | SF 360 | R16 90  | G 1000 | G 1000 | F 600  | F 300 | R32 0  |        |        |        |        | 8045 | 15 |
| 2             | Rafael Nadal          | CF 360  | G 2000  | SF 720  | SF 720  | A 0     | A 0     | G 1000 | CF 180 | G 1000 | G 1000  | A 0    | A 0    | A 0    | G 500 |        |        |        |        |        | 7480 | 9  |
| 3             | Roger Federer         | G 2000  | A 0     | CF 360  | R16 180 | F 600   | R64 10  | A 0    | A 0    | A 0    | A 0     | F 600  | SF 360 | SF 360 | G 500 | G 500  | G 250  | F 300  |        |        | 6020 | 12 |
| 4             | Juan Martín del Potro | R32 90  | SF 720  | CF 360  | F 1200  | G 1000  | SF 360  | A 0    | R16 90 | R16 90 | A 0     | CF 180 | R16 90 | A 0    | G 500 | F 300  | F 150  | F 150  | R16 20 |        | 5300 | 15 |
| 5             | Alexander Zverev      | R32 90  | CF 360  | R32 90  | R32 90  | R64 10  | F 600   | SF 360 | G 1000 | F 600  | CF 180  | R32 10 | SF 360 | CF 180 | G 500 | G 250  | SF 180 | SF 180 | R16 45 | R16 45 | 5085 | 20 |
| 6             | Kevin Anderson        | R128 10 | R16 180 | F 1200  | R16 180 | CF 180  | CF 180  | A 0    | SF 360 | R32 10 | SF 360  | R16 90 | CF 180 | R16 90 | G 500 | F 300  | G 250  | F 150  | CF 90  | R32 0  | 4310 | 19 |
| 7             | Marin Čilić           | F 1200  | CF 360  | R64 45  | CF 360  | R32 45  | R16 90  | CF 180 | A 0    | SF 360 | CF 180  | SF 360 | R32 10 | CF 180 | G 500 | SF 90  | R16 45 | R16 45 | R32 0  | R16 0  | 4050 | 18 |
| 8             | Dominic Thiem         | R16 180 | F 1200  | R128 10 | CF 360  | R32 45  | A 0     | CF 180 | F 600  | R32 10 | R32 10  | A 0    | R32 10 | SF 360 | G 250 | G 250  | G 250  | CF 90  | CF 90  | CF 90  | 3895 | 23 |
| 9             | Kei Nishikori         | A 0     | R16 180 | CF 360  | SF 720  | A 0     | R32 45  | F 600  | R64 10 | CF 180 | R64 10  | R32 45 | CF 180 | CF 180 | F 300 | F 300  | G 100  | SF 90  | SF 90  | CF 90  | 3390 | 21 |
| 10            | John Isner            | R128 10 | R16 180 | SF 720  | CF 360  | R64 10  | G 1000  | A 0    | CF 180 | R32 10 | R16 90  | R64 10 | A 0    | R16 90 | G 250 | SF 90  | R16 45 | CF 45  | CF 45  | R16 20 | 3155 | 22 |
| ↓ Suplentes ↓ |                       |         |         |         |         |         |         |        |        |        |         |        |        |        |       |        |        |        |        |        |      |    |
| 11            | Karen Jachanov        | R64 45  | R16 180 | R16 180 | R32 90  | R128 10 | R32 45  | R16 90 | R64 10 | R64 10 | SF 360  | R16 90 | R32 45 | G 1000 | G 250 | SF 90  | CF 90  | CF 45  | CF 45  | CF 45  | 2835 | 25 |
| 12            | Borna Ćorić           | R128 10 | R32 90  | R128 10 | R16 180 | SF 360  | CF 180  | R32 45 | R16 90 | R64 10 | R32 45  | R32 45 | F 600  | R16 90 | G 500 | CF 90  | CF 45  | R16 45 | R16 0  |        | 2480 | 20 |
|               |                       |         |         |         |         |         |         |        |        |        |         |        |        |        |       |        |        |        |        |        |      |    |
| 13            | Fabio Fognini         | R16 180 | R16 180 | R32 90  | R64 45  | R64 10  | R32 45  | R32 45 | R64 10 | CF 180 | R32 45  | A 0    | A 0    | R16 90 | G 250 | G 250  | G 250  | SF 180 | SF 180 | F 150  | 2315 | 26 |
| 14            | Kyle Edmund           | SF 720  | R32 90  | R32 90  | R128 10 | R64 10  | R64 10  | R64 10 | CF 180 | R16 90 | R64 10  | R32 45 | CF 180 | A 0    | G 250 | SF 180 | F 150  | CF 45  | CF 45  | CF 45  | 2150 | 23 |
| 15            | Stefanos Tsitsipas    | R128 10 | R64 45  | R16 180 | R64 45  | R64 25  | R128 10 | R32 70 | R64 0  | R32 70 | F 600   | R64 10 | R16 90 | R32 10 | F 300 | G 250  | SF 180 | F 150  | SF 90  | CF 90  | 2095 | 30 |
| 16            | Daniil Medvedev       | R64 45  | R128 10 | R32 90  | R32 90  | R32 45  | R64 25  | R32 45 | R64 10 | R64 10 | R16 115 | R64 35 | R32 45 | R32 45 | G 520 | G 262  | G 250  | SF 180 | CF 110 | SF 90  | 1977 | 27 |
| 17            | Diego Schwartzman     | R16 180 | CF 360  | R64 45  | R32 90  | R64 10  | R32 45  | R32 45 | R16 90 | R32 45 | R16 90  | R64 10 | R64 10 | R16 90 | G 500 | CF 90  | CF 45  | SF 90  | R16 45 | R32 0  | 1880 | 26 |
| 18            | Milos Raonic          | R128 10 | A 0     | CF 360  | R16 180 | SF 360  | CF 180  | R16 90 | R16 90 | A 0    | R32 45  | CF 180 | R64 10 | R32 45 | F 150 | CF 90  | R16 45 | R16 20 | R16 0  | R32 0  | 1855 | 18 |
| 19            | Grigor Dimitrov       | CF 360  | R32 90  | R128 10 | R128 10 | R64 10  | R32 45  | SF 360 | R32 10 | R32 10 | CF 180  | R16 90 | A 0    | R16 90 | F 300 | SF 90  | CF 90  | R16 45 | R16 45 |        | 1835 | 17 |
| 20            | Marco Cecchinato      | A 0     | SF 720  | R128 10 | R128 10 | A 0     | A 0     | R32 70 | A 0    | R32 45 | R64 10  | R64 10 | R16 90 | R64 10 | G 256 | G 250  | SF 90  | CF 45  |        |        | 1819 | 31 |

### Dobles
- Ranking actualizado al 24 de octubre de 2018.

| Puntos para clasificarse 7630 |                                     |        |         |         |         |         |         |         |        |        |        |        |        |        |        |        |        |        |       |       |    |
| 1                             | Oliver Marach Mate Pavić            | G 2000 | F 1200  | F 600   | SF 360  | SF 360  | SF 360  | F 300   | F 300  | G 250  | G 250  | G 250  | CF 180 | CF 180 | SF 180 | CF 90  | CF 90  | R64 45 | R16 0 | 7,700 | 23 |
| 2                             | Juan Sebastián Cabal Robert Farah   | F 1200 | G 1000  | CF 360  | SF 360  | R16 180 | SF 180  | CF 180  | CF 180 | F 150  | CF 90  | CF 45  | CF 45  | R32 10 | R16 0  |        |        |        |       | 5,830 | 21 |
| 3                             | Łukasz Kubot Marcelo Melo           | F 1200 | G 1000  | G 500   | G 500   | CF 360  | G 250   | R16 180 | CF 180 | CF 180 | CF 180 | R32 90 | CF 90  | CF 90  | CF 90  | SF 90  | SF 90  | R32 0  | R32 0 | 5,430 | 24 |
| 4                             | Jamie Murray Bruno Soares           | G 1000 | F 600   | G 500   | G 500   | CF 360  | CF 360  | SF 360  | F 300  | CF 180 | SF 180 | F 150  | R32 90 | R32 90 | R16 90 | R16 90 | R16 90 | R16 0  | R16 0 | 4,940 | 21 |
| 5                             | Mike Bryan Jack Sock                | G 2000 | G 2000  | R16 180 | CF 90   | R16 0   | R16 0   |         |        |        |        |        |        |        |        |        |        |        |       | 4,810 | 7  |
| —                             | Bob Bryan Mike Bryan                | G 1000 | G 1000  | SF 720  | F 600   | F 600   | F 300   | SF 90   | CF 45  | R16 0  |        |        |        |        |        |        |        |        |       | 4,355 | 9  |
| 6                             | Raven Klaasen Michael Venus         | F 1200 | R32 600 | R16 300 | G 250   | R16 180 | CF 180  | CF 180  | CF 180 | SF 180 | F 150  | R16 90 | R16 90 | CF 90  | SF 90  | R16 90 | R16 90 | CF 45  | R64 0 | 4,300 | 24 |
| 7                             | Nikola Mektić Alexander Peya        | G 1000 | SF 720  | SF 360  | F 300   | G 250   | R16 180 | CF 180  | CF 180 | CF 180 | SF 180 | SF 180 | F 150  | F 150  | R32 90 | R16 0  | R16 0  | R16 0  | R32 0 | 3,920 | 21 |
| 8                             | Pierre-Hugues Herbert Nicolas Mahut | G 2000 | G 500   | SF 360  | R16 180 | R32 90  | R16 90  | R32 90  | R16 0  | R16 0  | R16 0  |        |        |        |        |        |        |        |       | 3,490 | 11 |
| ↑ Estarían clasificados ↑     |                                     |        |         |         |         |         |         |         |        |        |        |        |        |        |        |        |        |        |       |       |    |

## Jugadores clasificados

### Individuales
| #  | Jugador               | Puntos | Torneos | Fecha clasificación |
| -- | --------------------- | ------ | ------- | ------------------- |
| 1  | Rafael Nadal          | 6760   | 8       | 13 de agosto        |
| 1  | Novak Djokovic        | 6445   | 13      | 10 de septiembre    |
| 2  | Roger Federer         | 4800   | 9       | 10 de septiembre    |
| 4  | Juan Martín del Potro | 5210   | 14      | 8 de octubre        |
| 3  | Alexander Zverev      | 4770   | 18      | 15 de octubre       |
| 4  | Kevin Anderson        | 4220   | 18      | 29 de octubre       |
| 5  | Marin Čilić           | 4050   | 19      | 5 de noviembre      |
| 6  | Dominic Thiem         | 3715   | 24      | 5 de noviembre      |
| 7  | Kei Nishikori         | 3390   | 21      | 5 de noviembre      |
| 8  | John Isner            | 3155   | 22      | 5 de noviembre      |
| 9  | Karen Jachanov        | 2835   | 25      | 5 de noviembre      |
| 10 | Borna Ćorić           | 2480   | 20      | 5 de noviembre      |

| Jugadores clasificados |
| Jugadores suplentes    |

### Dobles
| # | Jugadores                           | Puntos | Torneos | Fecha clasificación |
| - | ----------------------------------- | ------ | ------- | ------------------- |
| 1 | Oliver Marach Mate Pavić            | 6590   | 19      | 27 de julio         |
| 2 | Juan Sebastián Cabal Robert Farah   | 5470   | 17      | 29 de septiembre    |
| 3 | Jamie Murray Bruno Soares           | 4340   | 19      | 11 de octubre       |
| 4 | Łukasz Kubot Marcelo Melo           | 5070   | 22      | 13 de octubre       |
| 5 | Mike Bryan Jack Sock                | 4270   | 6       | 15 de octubre       |
| 6 | Pierre-Hugues Herbert Nicolas Mahut | 3310   | 10      | 15 de octubre       |
| 7 | Raven Klaasen Michael Venus         | 4165   | 22      | 23 de octubre       |
| 8 | Nikola Mektić Alexander Peya        | 3920   | 21      | 23 de octubre       |

| Jugadores clasificados |
| Jugadores suplentes    |

## Finales

### Individual
| Fecha      | Partido            | Partido | Partido              | Resultado |
| ---------- | ------------------ | ------- | -------------------- | --------- |
| 18.11.2018 | Novak Djokovic [1] | 0-2     | Alexander Zverev [3] | 4-6, 3-6  |

### Dobles
| Fecha      | Partido                                 | Partido | Partido                  | Resultado         |
| ---------- | --------------------------------------- | ------- | ------------------------ | ----------------- |
| 18.11.2018 | Pierre-Hugues Herbert Nicolas Mahut [8] | 1-2     | Mike Bryan Jack Sock [5] | 7-5, 1-6, [11-13] |